# Coppa Europa di sci alpino 1985
La Coppa Europa di sci alpino 1985 fu la 14ª edizione della manifestazione organizzata dalla Federazione Internazionale Sci.
In campo maschile lo svizzero Luc Genolet si aggiudicò la classifica generale; il suo connazionale Karl Alpiger vinse quella di discesa libera, gli austriaci Rudolf Nierlich e Mathias Berthold rispettivamente quella di slalom gigante e di slalom speciale. L'austriaco Dietmar Köhlbichler era il detentore uscente della Coppa generale.
In campo femminile l'austriaca Karin Buder si aggiudicò sia la classifica generale, sia quella di slalom speciale; la sua connazionale Astrid Geisler vinse quella di discesa libera, la svizzera Regula Betschart quella di slalom gigante. L'austriaca Anita Wachter era la detentrice uscente della Coppa generale.

## Uomini

### Classifiche

#### Generale
| Pos. | Nome            | Nazione  | Punti |
| ---- | --------------- | -------- | ----- |
| 1    | Luc Genolet     | Svizzera | 202   |
| 2    | Rudolf Nierlich | Austria  | 133   |
| 3    | Roland Pfeifer  | Austria  | 123   |

#### Discesa libera
| Pos. | Nome         | Nazione  | Punti |
| ---- | ------------ | -------- | ----- |
| 1    | Karl Alpiger | Svizzera | 50    |
| 2    | Luc Genolet  | Svizzera | 43    |
| 2    | Roman Rupp   | Austria  | 43    |

#### Slalom gigante
| Pos. | Nome            | Nazione  | Punti |
| ---- | --------------- | -------- | ----- |
| 1    | Rudolf Nierlich | Austria  | 122   |
| 2    | Luc Genolet     | Svizzera | 70    |
| 3    | Ivano Camozzi   | Italia   | 67    |

#### Slalom speciale
| Pos. | Nome             | Nazione        | Punti |
| ---- | ---------------- | -------------- | ----- |
| 1    | Mathias Berthold | Austria        | 72    |
| 2    | Torjus Berge     | Norvegia       | 57    |
| 3    | Stefan Pistor    | Germania Ovest | 56    |
| 3    | Johan Wallner    | Svezia         | 56    |

## Donne

### Classifiche

#### Generale
| Pos. | Nome               | Nazione  | Punti |
| ---- | ------------------ | -------- | ----- |
| 1    | Karin Buder        | Austria  | 219   |
| 2    | Regula Betschart   | Svizzera | 211   |
| 3    | Chantal Bournissen | Svizzera | 196   |

#### Discesa libera
| Pos. | Nome               | Nazione  | Punti |
| ---- | ------------------ | -------- | ----- |
| 1    | Astrid Geisler     | Austria  | 90    |
| 2    | Chantal Bournissen | Svizzera | 67    |
| 3    | Heidi Zurbriggen   | Svizzera | 38    |

#### Slalom gigante
| Pos. | Nome             | Nazione  | Punti |
| ---- | ---------------- | -------- | ----- |
| 1    | Regula Betschart | Svizzera | 101   |
| 2    | Marielle Studer  | Svizzera | 89    |
| 3    | Heidi Zurbriggen | Svizzera | 75    |

#### Slalom speciale
| Pos. | Nome               | Nazione | Punti |
| ---- | ------------------ | ------- | ----- |
| 1    | Karin Buder        | Austria | 163   |
| 2    | Lorena Frigo       | Italia  | 90    |
| 3    | Cristina Brichetti | Italia  | 84    |